# سسیل هپوورت
سسیل هپوورت (انگلیسی: Cecil Hepworth؛ ۱۹ مارس ۱۸۷۴ – ۹ فوریهٔ ۱۹۵۳) یک کارگردان و تهیه‌کننده اهل بریتانیا بود. وی بین سال‌های ۱۸۹۶ تا ۱۹۲۶ میلادی فعالیت می‌کرد.
وی که یکی از پیشگامان تاریخ سینما محسوب می‌شود تهیه‌کننده فیلم‌هایی همچون الیور توئیست بوده است.

## فیلم شناسی
- آلیس در سرزمین عجایب (۱۹۰۳)
- دکمه طلایی (۱۹۲۱)
- نجات یافته توسط روور (۱۹۰۵)